# Hultagölen (Tvings socken, Blekinge)
Hultagölen är en sjö i Karlskrona kommun i Blekinge och ingår i Nättrabyåns huvudavrinningsområde.